# Боволента
Боволента (італ. Bovolenta, вен. Bovołenta) — муніципалітет в Італії, у регіоні Венето, провінція Падуя.
Боволента розташована на відстані близько 380 км на північ від Рима, 37 км на південний захід від Венеції, 17 км на південь від Падуї.
Населення — 3492 особи (2014).

## Демографія
Населення за роками:

Станом на 1 січня 2023 року в муніципалітеті офіційно проживало 245 іноземців з 29 країн, серед них 86 громадян країн Євросоюзу та 6 громадян України.

## Сусідні муніципалітети
- Бруджине
- Кандіана
- Картура
- Казальсеруго
- Польверара
- Понтелонго
- Террасса-Падована